# To be sung on a summer's night on the water
To be sung on a summer’s night on the water is een compositie van Frederick Delius. Het zijn twee gebundelde a capella-liedjes, die een zomerse sfeer hebben en zeer licht klinken. De liedjes hebben geen tekst (vocalise), de meest voorkomende klank is “uh” als voorgeschreven door Delius. De twee liedjes zijn geschreven voor sopranen, alten, tenoren en bariton in de verhouding SATTBB. Het werk is zesstemmig, doch in liedje twee is nog een solist nodig (tenor). Ter oefening is een pianopartij geschreven. 
Delius gaf de stukjes geen naam, deel 1 is Lento ma non troppo (in de partituur staat Slowly, but not dragging) en deel 2 is Gaily, but not quickly. De eerste uitvoering werd verzorgd door Kennedy Scott en zijn Oriana Madrigal Society in de Aeollian hall op 28 juni 1921.
Eric Fenby, vaste begeleider van Delius in zijn laatste levensjaren (blind als gevolg van syfilis), arrangeerde in 1932 (uitgegeven in 1938) de zangpartijen om naar strijkorkest, waarbij de luchtigheid is bewaard. Hij gaf het de titel Two aquarelles mee.
Het werk wordt aangehaald door Kate Bush in het nummer Delius (song of summer) van haar derde studioalbum Never for ever. Delius, zijn syfilis, zijn genialiteit, de oh en uh’s, To be sung en Fenby (In B!) worden aangehaald. 

## Discografie
Er zijn enkele opnamen van deze werken.